# Międzynarodowy Dzień Bez Elektrośmieci
Międzynarodowy Dzień Bez Elektrośmieci – coroczne wydarzenie ekologiczne, powstałe z inicjatywy WEEE Forum, przy wsparciu ponad 195 organizacji z 55 krajów świata. W Polsce obchodzone jest 13 października, natomiast w pozostałych krajach obchodzone jest 14 października.
Według ONZ w 2022 zostało wyprodukowane 62 miliony ton elektrośmieci. Przewiduje się, że liczba ta wzrośnie do 82 milionów ton w 2030. W 2023 statystycznie tylko 18% elektronicznych odpadów zostanie zebrane we właściwy sposób i poddane recyklingowi. Pozostałe 50 mln ton trafi na składowiska, gdzie będą spalone, przetworzone w nieprawidłowy sposób lub przechowywane w gospodarstwach domowych. Powoduje to straty cennych surowców, które mogłyby być ponownie wykorzystane.

## Cel
„Międzynarodowy Dzień Bez Elektrośmieci” ma na celu zwiększenie świadomości w zakresie prawidłowego pozbywania się elektrośmieci, a w konsekwencji przyczynia się do podniesienia poziomu recyklingu odpadów elektronicznych. Corocznie przygotowywane aktywności zwracają uwagę, że tylko poprawne pozbywanie się niedziałających urządzeń oraz ich recykling wypływa znacząco na ochronę środowiska naturalnego, a co za tym idzie, dbania o zasoby naturalne i minimalizowanie negatywnego wpływu działalności na środowisko. W ramach wydarzenia „Międzynarodowy Dzień Bez Elektrośmieci” organizowane są pikniki, zbiórki elektrośmieci, happeningi ekologiczne, publikowane są materiały edukacyjne, prowadzone kampanie edukacyjne, realizowane wystąpienia publiczne, a w mediach pojawiają się inspirujące projekty. Jednym z głównych celów wydarzenia jest doprowadzenie do praktycznej realizacji założeń gospodarki obiegu zamkniętego, czyli wykorzystania surowców z recyklingu zużytego sprzętu do ponownej produkcji.

## Edycje w Polsce

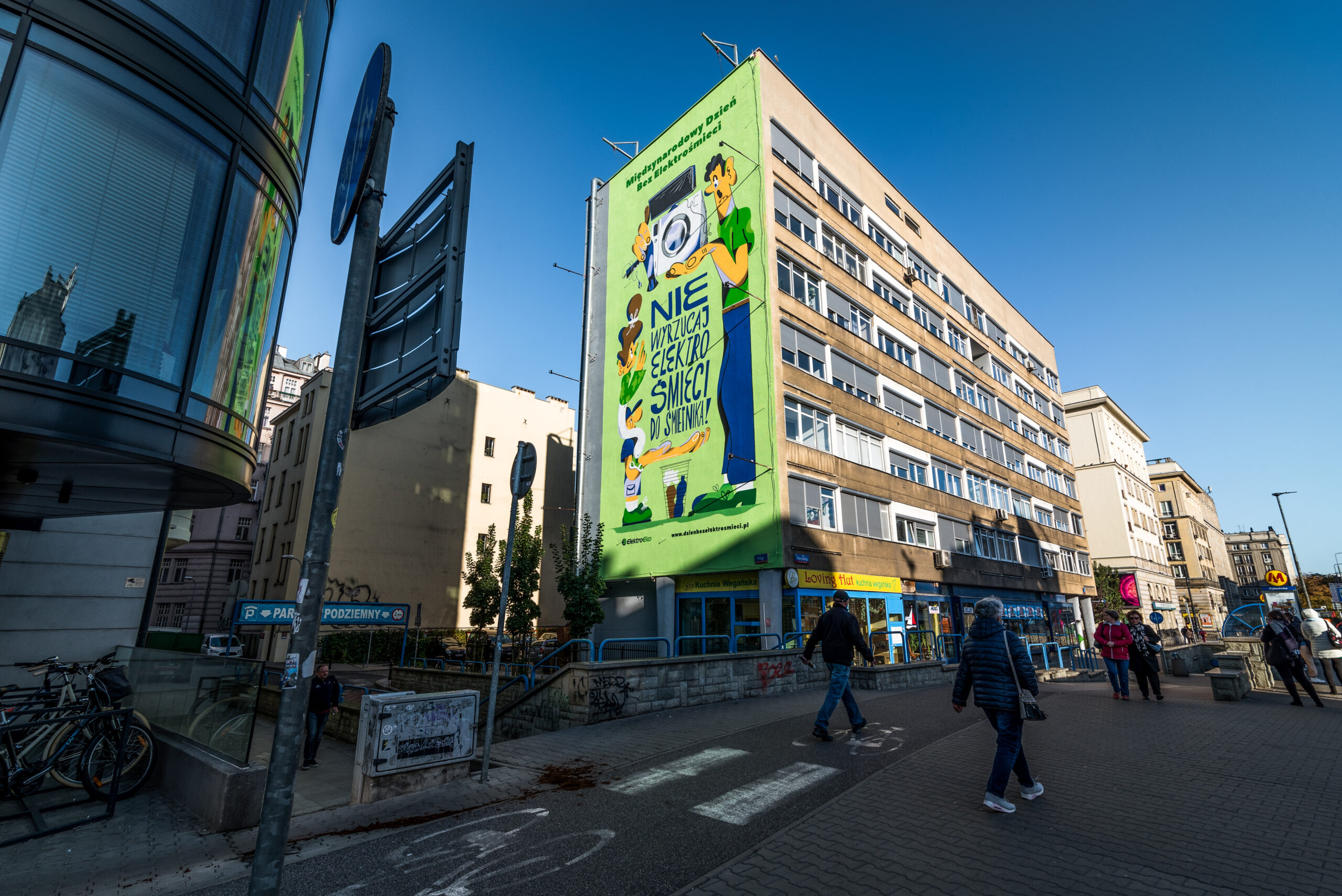
Ekologiczny Mural przy Metrze Politechnika

Pierwszy „Międzynarodowy Dzień Bez Elektrośmieci” miał miejsce 13 października 2018. Według danych Parlamentu Europejskiego, w Polsce w 2021 średnio zebrano 11,24 kg elektrośmieci na mieszkańca, co jest wynikiem wyższym niż średnia Europy (11 kg/osobę).
Każda edycja obfituje w różnorodne wydarzenia podkreślające istotność recyklingu elektrośmieci. W szkołach i przedszkolach realizowany jest program „Moje Miasto Bez Elektrośmieci”, który edukuje uczniów o ekologii, recyklingu i elektrośmieci. Organizowane są pikniki i zbiórki elektrośmieci na terenie całego kraju.
W 2021 został odsłonięty ekologiczny mural autorstwa Karola Banacha, który został wykonany z fotokatalitycznej farby, która ma na celu pochłanianie zanieczyszczeń z powietrza. Mural znajdował się przy ulicy Waryńskiego 3 w Warszawie.